# Салас, Марсело
Хосе Марсело Салас Мелинао (исп. José Marcelo Salas Melinao; род. 24 декабря 1974[…], Темуко) — чилийский футболист, нападающий.

## Биография
Марсело Салас был воспитанником молодёжной команды «Депортес Темуко», пока его отец не взял его в Сантьяго, где Марсело попал в один из популярнейших клубов страны — «Универсидад де Чили».
Салас дебютировал в профессиональном футболе за «У. де Ч.» в 1993 году, а 4 января 1994 года забил свой первый гол в ворота «Кобрелоа». Салас помог команде выиграть чемпионский титул в 1994 и 1995 годах, которые включали убедительный сезон 1996 года в Кубке Либертадорес.
В 1997 году был признан футболистом года в Южной Америке. 26 ноября 2008 года, в возрасте 33 лет, объявил о завершении карьеры футболиста. В настоящий момент является президентом клуба «Депортес Темуко».

## Сборная
- Первый матч: 18.05.1994 с Аргентиной 3:3 (Сантьяго, Чили).
- Последний матч: 21.11.2007 с Парагваем 0:3 (Сантьяго, Чили).

## Достижения

### Командные
Универсидад де Чили
- Чемпион Чили: 1994, 1995

Ривер Плейт
- Чемпионат Аргентины: 1996 А, 1997 А, 1997 К, 2004 К
- Обладатель Суперкубка Либертадорес: 1997

Лацио
- Чемпион Италии: 2000
- Обладатель Кубка Италии: 2000
- Обладатель Суперкубка Италии: 1998
- Победитель Кубка обладателей кубков: 1999
- Победитель Суперкубка УЕФА: 1999

Ювентус
- Чемпион Италии: 2002, 2003
- Обладатель Кубка Италии: 2002
- Обладатель Суперкубка Италии: 2002
- Финалист Лиги Чемпионов: 2003

### Личные
- Лучший футболист Южной Америки 1997 года (по версии «El Pais»)
- Футболист года в Аргентине: 1997
- Обладатель «Бронзовой бутсы» чемпионата мира: 1998
- Рекордсмен сборной Чили по количеству голов на чемпионатах мира: 4 гола[4]
- Орден Освободителя Сан-Мартина: 2009